# ميكيلي مركاتي
ميكيلي مركاتي (بالإيطالية: Michele Mercati)‏ هو عالم وطبيب إيطالي عاش في القرن السادس عشر في الفترة ما بين سنتي 1541-1593.
ولد في سان مينياتو وكان والده طبيباً لكل من البابا بيوس الخامس وغريغوريوس الثالث عشر. درس الطب والفلسفة، وله مساهمات علمية في مجال علم المعادن والمستحاثات وعلم النبات.
توفي في سنة 1593 في مدينة روما.